# Anna Sten
Anna Sten, född Anna Petrovna Fesak den 3 december 1908 i Kiev, död 12 november 1993 i New York, var en amerikansk skådespelare. Hennes mor Alexandra var svensk balettdansare och hennes far var teaterkonstnär. 
Hon studerade vid Kiev State Theatre School, spelade i Kiev Little Theatre och började vid Konstnärliga teatern i Moskva. Hon var med i flera ryska stumfilmer, men det var i den tyska filmen Bröderna Karamazov från 1931 som hon slog igenom. Samuel Goldwyn fick se en bild av henne i en tidning och skyndade sig att se filmen. Han beslutade sig för att försöka kontraktera henne och göra henne till en stjärna i klass med  Greta Garbo och Marlene Dietrich. Hans agent skrev ett kontrakt med henne, men glömde faktumet att hon inte kunde ett ord engelska, vilken gjorde hennes medverkan i talfilmer tveksam. Hon lyckades att lära sig engelska, men de filmer hon var med i blev inga succéer och samarbetet avbröts. Hon gjorde några filmer till, men glömdes snart bort.

## Filmografi i urval
- 1927 – Devusjka s korobkoj (Flickan med hattlådan) Natasja
- 1927 – Den gula biljetten – Maria Koval
- 1931 – Bröderna Karamazov Gruschenka
- 1931 – Salto Mortale Marina
- 1931 – En natt i Monte Carlo Yola
- 1932 – Lidelsernas stormar Ryss-Anja
- 1934 – Nana Nana
- 1934 – Katuscha Katuscha Maslova
- 1935 – Bröllopsnatt Manya Nowak
- 1936 – Kärlekens makt Maria
- 1940 – Den evige juden sig själv (arkivbilder)
- 1941 – Folket utan fosterland Lilo
- 1948 – Låt oss leva livet Michele Bennett
- 1955 – Möte i Hongkong Madame Dupree
- 1956 – Tonårsrevolt Ruth Barton